# 苏格拉没有底
《苏格拉没有底》是许嵩在2011年发布的音乐专辑，也是他的第三张专辑，由许嵩自己作词、作曲。这张专辑的首支主打歌是《想象之中》。

## 曲目
全碟詞曲：許嵩

| 曲目 | 标题                            | 编曲   | MV导演 | 时长 |
| ---- | ------------------------------- | ------ | ------ | ---- |
| 1    | 想象之中 （页面存档备份，存于） | 蔡庭贵 | 黄中平 | 4:09 |
| 2    | 河山大好                        | 吕绍淳 | 徐仁峰 | 3:18 |
| 3    | 拆东墙 （页面存档备份，存于）   | 洪敬尧 | 陈映之 | 4:20 |
| 4    | 医生                            | 吕绍淳 |        | 4:05 |
| 5    | 微博控                          | 覃桢   | 李旻浩 | 3:41 |
| 6    | 毁人不倦                        | 许嵩   |        | 3:17 |
| 7    | 双人旁                          | 杨阳   |        | 3:52 |
| 8    | 降温                            | 许环良 |        | 3:52 |
| 9    | 敬酒不吃                        | 蔡庭贵 |        | 5:07 |
| 10   | 千百度                          | 杨阳   |        | 3:45 |

## 获得奖项
- 2011年度中国歌曲排行榜----年度金曲《想象之中》（2012年1月19日颁奖）
- 第19届东方风云榜----金曲《想象之中》（2012年4月7日颁奖）
- 第10届MusicRadio中国TOP排行榜----年度推荐唱片（2012年4月23日颁奖）
- 第9届亚太音乐榜----数位专辑销量榜冠军（2012年5月16日于马来西亚吉隆坡颁奖）